# Cerova (Kruševac)
Pour les articles homonymes, voir Cerova.
Cerova (en serbe cyrillique : Церова) est un village de Serbie situé sur le territoire de la Ville de Kruševac, district de Rasina. Au recensement de 2011, il comptait 354 habitants.

## Démographie

### Évolution historique de la population
| 1948 | 1953 | 1961 | 1971 | 1981 | 1991 | 2002 | 2011 |
| ---- | ---- | ---- | ---- | ---- | ---- | ---- | ---- |
| 624  | 632  | 591  | 502  | 447  | 424  | 401  | 354  |

|  |